# 좋은날 좋은아침 (대구)
문가빈의 좋은날 좋은아침은 TBN 대구교통방송(대구 FM 103.9, 김천 FM 95.9MHz)에서 주말 아침 7시부터 아침 8시 52분까지 방송했던 대구·경북권 지역의 주말 아침 라디오 프로그램이다. 2022년 10월 23일 자로 23년만에 폐지되었다.

## 진행자
- 문가빈 아나운서

## 매일코너
- <오늘의 날씨> - 주말 아침! 날씨정보 알려드려요~
- <문셰프의 모닝쿡> - 문셰프가 알려드리는 심플 레시피!

## 요일코너

### 토요일
- 동요 퀴즈 : 동심으로 돌아가보는 시간! 동요 퀴즈!
- 옛날에 이런 일이? : 떠오르면 추억이 방울방울, 가슴 따뜻한 그 시절 추억속으로~
- 양성필의 必 So good : 대구광역시립국악단 양성필 악장과 함께하는 국악의 모든 것!

### 일요일
- 아무 퀴즈 : 세상의 모든 것이 퀴즈가 됩니다! 아무퀴즈!
- 세상에 이런 일이? : 지구촌 곳곳에서 일어나는 별별 황당한 소식들~
- 좋은날 TV 가이드 : 그 시절 우리를 울고 웃게했던 TV 프로그램!